# Radebeuler Couragepreis
Mit dem Radebeuler Couragepreis werden seit 2004 Personen, Initiativen oder Projekte ausgezeichnet, die zivilgesellschaftliches Engagement und Courage in ausgewählten Regionen Europas, insbesondere Mittel-, Ost- und Südosteuropa, unter schwierigen Bedingungen gezeigt haben. Voraussetzung ist, dass sie „Frieden stiftend, Gerechtigkeit schaffend, sozial- und ökologisch verantwortlich, für bürgerschaftliches Engagement in einer zivilen Gesellschaft als Vorbild wirken“.
Der Preis ist in einer europäischen Dimension ausgelobt, die neben dem mit 5000 Euro dotierten Geldpreis hauptsächlich aus einer zweijährigen Begleitung des Preisträgers besteht, was diesem internationale mediale Aufmerksamkeit sowie einen gewissen Schutz in seinem Heimatland geben soll. Daneben wird der Couragepreis noch in einer regionalen Dimension verliehen.

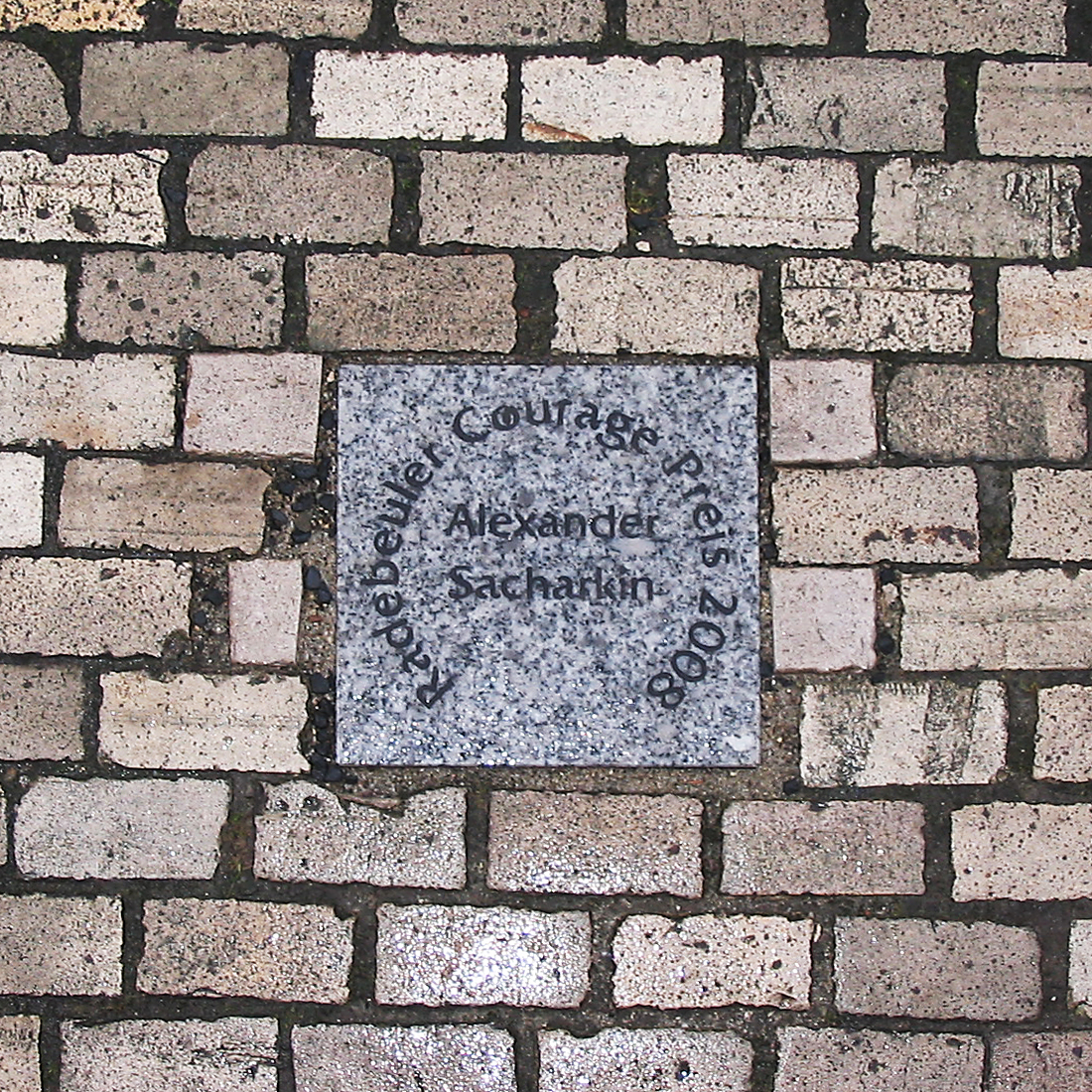
Der Couragestein für A. Sacharkin im Boden vor dem Radebeuler Rathaus

## Geschichte

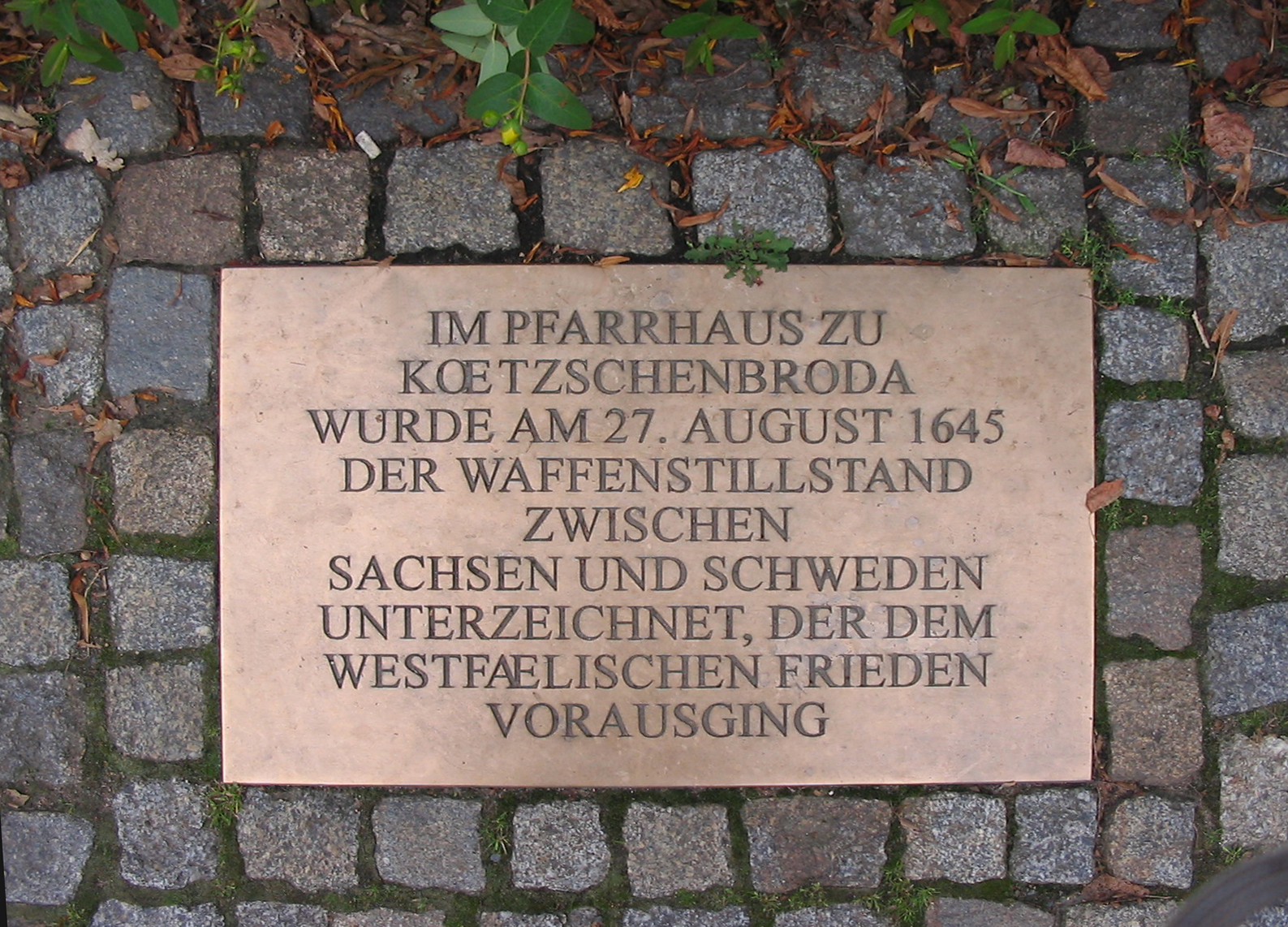
Gedenktafel zum Waffenstillstand von Kötzschenbroda auf dem Anger von Altkötzschenbroda

Die offizielle Verleihung des Preises findet seit 2004 alle zwei Jahre am 27. August statt, dem Datum des Waffenstillstands von Kötzschenbroda 27. Augustjul. / 6. September 1645greg.. Zu diesem Datum gelang es, dass der Dreißigjährige Krieg zwischen Sachsen und Schweden früher als an allen anderen Orten endete, was damals viele Menschenleben gerettet hat. Der Verleihungsort, die Kötzschenbrodaer Friedenskirche, steht auch in dieser Tradition, da die Waffenstillstandsvereinbarung in ihrem Gemeindehaus unterzeichnet wurde.
Ein zweiter Termin ist ebenfalls wichtig: Jeweils am 9. November, dem Schicksalstag der Deutschen, werden die den Preisträgern gewidmeten Ehrensteine vor dem Radebeuler Rathaus eingelassen und in einer öffentlichen Feierstunde enthüllt, zu der im Jahr 2008 der Preisträger Alexander Sacharkin noch einmal aus Sibirien angereist war. Der veranstaltende Verein radebeuler couragepreis e.V. weist damit nicht nur bewusst auf die Ereignisse von 1918 (Novemberrevolution) und 1989 (Mauerfall) hin, sondern ermutigt zu bürgerlicher Courage angesichts der Novemberpogrome 1938, insbesondere der sogenannten Reichskristallnacht vom 9. auf den 10. November.
Dem auslobenden Verein gehören die Friedenskirchgemeinde an sowie einzelne Bürger, die sich diesem Anliegen verpflichtet fühlen, unterstützt durch die Stadt Radebeul, die u. a. durch ihren Oberbürgermeister Bert Wendsche vertreten wird. Unterstützt wurde im Jahr 2008 die neunköpfige Jury durch Osteuropafachleute.
Im Jahr 2012 wurden keine Couragepreise verliehen. Jedoch zeichnete die Sächsische Landeszentrale für politische Bildung zum 367. Jahrestag des Friedensschlusses zu Kötzschenbroda im August 2012 die Friedenskirche zu Radebeul als weiteren Politischen Ort in Sachsen von 2011 aus, nachdem bereits im Mai die Großenhainer Karl-Preusker-Bücherei gewürdigt wurde.

## Die internationalen Preisträger

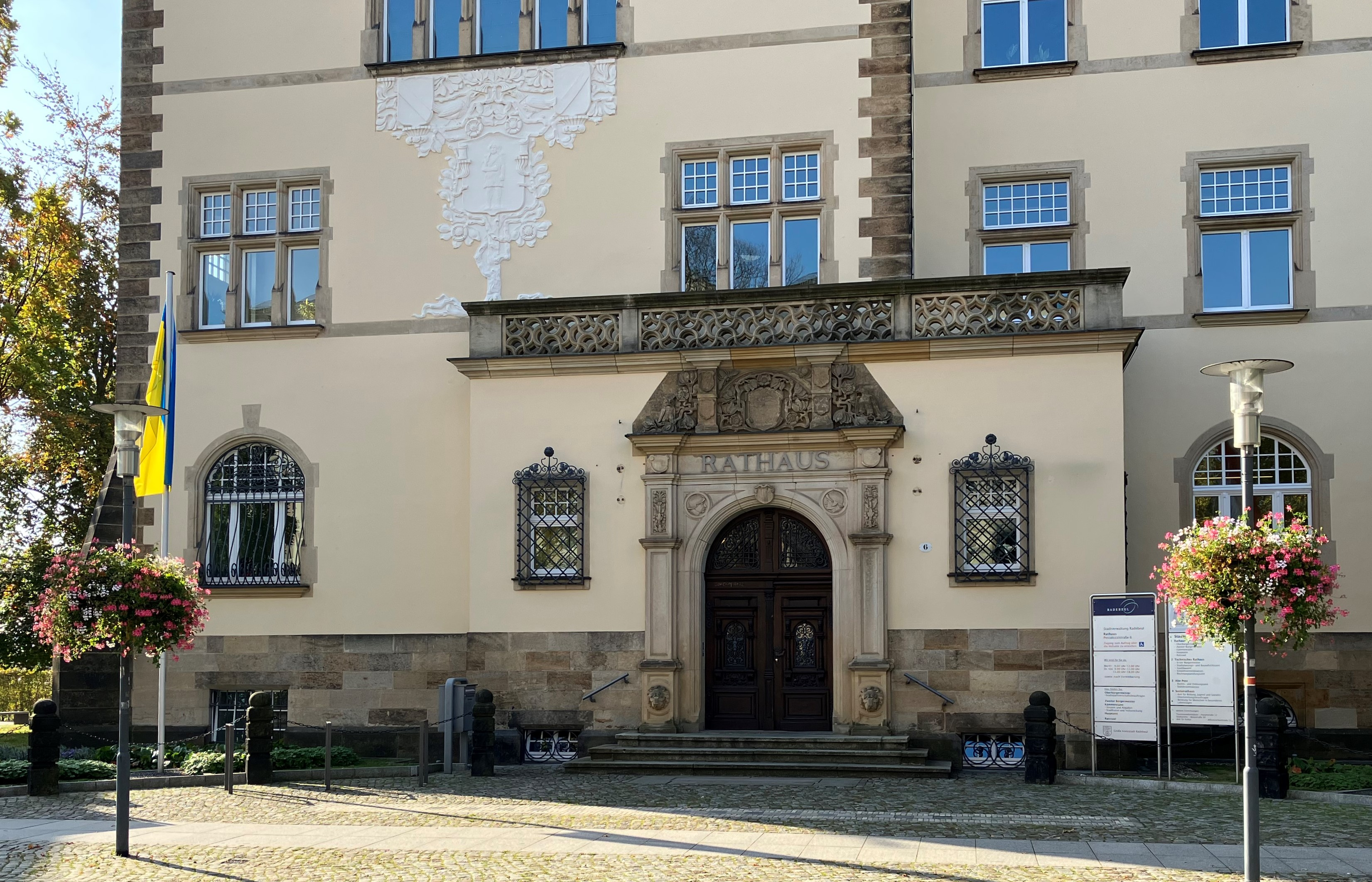
Vor dem Eingangsportal des Rathauses sind die Couragesteine im Boden eingelassen (2022)

- 2024: Jenny Rasche, Sozialarbeiterin und Theologin[5]
- 2022: die Stadtverwaltung von Obuchiw, vertreten durch Volodomyr Zelora (stellvertretender Bürgermeister) und Viktor Rogoza (Amtsleiter)[6]
- 2020: Marta  Siciarek, Bürgerrechtlerin (Polen)[7]
- 2017: Elena Mircea (Rumänien)[8]
- 2014: Johannes Halmen (Rumänien)
- 2010: Olga Karatch aus Belarus für ihren Einsatz für mehr Rechtssicherheit in ihrem Land
- 2008: der Surgutneftegas-Gewerkschaftsgründer Alexander Sacharkin aus Surgut in Sibirien
  - Weitere Kandidaten waren Sergej Isajew und die Menschenrechtskommission in Perm und Alexej Korol und seine belarussische Oppositionszeitung Neue Zeit aus Minsk
- 2006: Roman Juschkov, russischer Bürgerrechtler aus Perm[9]
- 2004: Oleg Woltschek, belarussischer Menschenrechtsanwalt aus Minsk

## Die regionalen Preisträger
Dieser Preis wird an couragierte Personen überreicht, die aus der Region Radebeul kommen oder in Radebeul zivilgesellschaftliches Engagement zeigen.
- 2022: Rainer Thümmel (für sein Wirken als Glockenbeauftragter der Ev. Landeskirche Sachsen und für seine Versöhnungsarbeit an der Synagoge Dresden),[10] Frédéric Bußmann (Leiter der Kunstsammlungen Chemnitz; für seinen stadtgesellschaftlichen Kampf gegen rechtsextreme Parolen und die dabei erlittenen Verletzungen)[10]
- 2020: Ingolf  Brumm, Meißner  Bauunternehmer[11]
- 2017: Ingrid Lewek, Wolfgang Tarnowski: Autoren des Werks Juden in Radebeul[8]
- 2014: Steffen Richter (Pirna)
- 2010: Martin Rotbarth (für seine Hilfe bei der Ergreifung eines Räubers), Thomas Berndt (für die Erarbeitung eines Konzeptes für den Tag des Gedenkens an die Opfer des Nationalsozialismus am 27. Januar)
- 2008: die Radebeuler Ingenieurin Barbara Thiel, die derzeit als Expertin für Wassermanagement und -steuerung im Jordantal arbeitet, für ihre jahrzehntelangen Bemühungen, Missstände im eigenen Land und in der Welt zu bekämpfen
- 2006: 2 Schüler des Radebeuler Gymnasiums Luisenstift erhielten eine Besondere Anerkennung.

Im Rahmen eines Schulprojekts haben sie sich mit dem Wirken der NPD in Sachsen auseinandergesetzt. Dazu haben sie einen NPD-Landtagsabgeordneten begleitet, interviewt und daraus eine Videodokumentation erstellt
- 2004: die Betriebsratsvorsitzende des ehemaligen Degussa-Werkes Radebeul, Bärbel Starke, stellvertretend für den Betriebsrat und die für ihre Arbeitsplätze kämpfende Belegschaft

## Schriften
- Ulfrid Kleinert, David Schmidt (Hrsg. im Auftrag des radebeuler couragepreis e.v.): Störenfried und Friedensstifter – Radebeul verleiht den Couragepreis 2008. Notschriftenverlag, Radebeul 2008. ISBN 978-3-940200-27-3.
- Ulfrid Kleinert (Hrsg. im Auftrag des radebeuler couragepreis e.v.): Gesicht zeigen – Radebeul verleiht den Couragepreis 2006. Notschriftenverlag, Radebeul 2006. ISBN 3-933753-98-8.
- Ulfrid Kleinert (Hrsg. im Auftrag des radebeuler couragepreis e.v.): Mit Mut und Verstand – Radebeul verleiht den Couragepreis 2004. Notschriftenverlag, Radebeul 2004. ISBN 3-933753-68-6.